# Aileu (ville)
Pour les articles homonymes, voir Aileu.
Aileu est une ville du Timor oriental, peuplée de 2 927 habitants en 2010.
Capitale de municipalité d'Aileu et de l'un des quatre postes administratifs de celui-ci, elle est située à 47 km au sud de Dili, capitale du pays.
Durant la colonisation portugaise, la ville portait le nom de Vila General Carmona.